# Rachele Bruni
Rachele Bruni (* 4. November 1990 in Florenz) ist eine italienische Schwimmerin.

## Leben
Bruni hat sich als Schwimmerin insbesondere auf Langstreckenrennen im Freien spezialisiert. Bei den Olympischen Sommerspielen 2016 in Rio de Janeiro gewann sie die Silbermedaille im 10 km Freiwasser der Frauen hinter der niederländischen Schwimmerin Sharon van Rouwendaal. Die französische Schwimmerin Aurélie Muller, die vor Bruni lag, wurde disqualifiziert, da sie Bruni auf der Ziellinie behindert hatte.
Bruni widmete den Gewinn der Silbermedaille bei den Olympischen Sommerspielen in Rio de Janeiro ihrer Familie, ihrem Trainer und ihrer Lebensgefährtin.
Bei den Schwimmeuropameisterschaften im Freien gewann sie achtmal eine Goldmedaille.
Beim Freiwasserschwimmen über 10 km gewann sie bei der Schwimmweltmeisterschaften 2019 die Bronzemedaille.

## Erfolge (Auswahl)
- Silbermedaille bei den Olympischen Sommerspielen 2016